# Luis Felipe Areta
Luis Felipe Pipe Areta Samperiz (San Sebastián, 28 de marzo de 1942) es un atleta, plusmarquista español retirado, actualmente sacerdote, especializado en las pruebas de salto de longitud y triple salto.

## Atleta internacional
A los quince años empezó a jugar a baloncesto en el Club Cantábrico. Aconsejado y animado por el entrenador del equipo, Josean Gasca, Areta cambió la práctica del baloncesto por la del atletismo. En 1958 fue miembro del pequeño grupo de deportistas que fundó la sección de atletismo del Atlético San Sebastián, club polideportivo que Gasca creó a partir de la refundación del Club Cantábrico.
Areta fue el principal dominador del salto de longitud y triple salto en el panorama atlético español entre 1959 y 1972. Fue cuatro veces campeón de España de salto de longitud (1960, 1962, 1967 y 1971) y nueve veces de triple salto (1959, 1960, 1961, 1962, 1964, 1967, 1968, 1970 y 1971); es, junto a Raúl Chapado, el atleta español con más títulos nacionales en triple salto. En pista cubierta obtuvo también cuatro títulos de campeón de España, uno en longitud (1966), y tres en triple salto (1968, 1970 y 1971). Hay que tener en cuenta que los campeonatos en pista cubierta comenzaron a disputarse en España en 1965, cuando Areta llevaba ya seis años compitiendo al máximo nivel. 
En pista cubierta, Areta batió el récord de España de salto de longitud en cuatro ocasiones consecutivas a lo largo de 1966, haciéndolo progresar desde 7,45 m hasta 7,52 m. Ostentó la plusmarca nacional hasta el 10 de febrero de 1968, cuando fue batido por Rafael Blanquer. En triple salto su dominio fue mucho mayor. Fue el primero en ostentar un récord de España homologado en pista cubierta con 15,73 m (1967); lo batió en tres ocasiones más hasta llegar a los 16,47 m. Esta marca la obtuvo el 10 de marzo de 1968 en los Juegos Europeos Indoor (precedente del Campeonato Europeo de Atletismo en Pista Cubierta) celebrados en Madrid y le valieron una medalla de bronce. El récord de España de Areta no fue igualado hasta 1982 por Ramón Cid y solo fue superado definitivamente en 1989.
A lo largo de su carrera, Areta llevó la plusmarca española de salto de longitud de 7,40 m a 7,77 m, y la de triple salto de 14,54 m a 16,36 m.
Participó en los Juegos Olímpicos de Roma 1960, Tokio 1964 y México 1968. En Tokio consiguió un diploma olímpico al ser 6.º en salto de longitud con una marca de 7,34m. En México logró acceder a la final consiguiendo su mejor triple salto con 16,20m, pero en la última ronda saltó lesionado quedando en el puesto decimosegundo. Precisamente otra lesión le impidió afrontar los Juegos Olímpicos de Múnich 1972.
Fue 5.º en los Campeonato Europeo de Atletismo en Pista Cubierta de 1971 celebrados en Sofía (Bulgaria) 
Consiguió la medalla de oro en los Juegos Mediterráneos de 1963 (tanto en salto de longitud como en triple salto) y 1967 (salto de longitud).

## Sacerdote
Numerario del Opus Dei desde 1959, al dejar el atletismo en 1972 inició estudios de Teología y en 1980 se ordenó sacerdote, ejerciendo de profesor y director espiritual en el colegio Gaztelueta de Bilbao. Durante su época de estudiante en el Colegio Mayor Aralar de Pamplona coincidió con el periodista Iñaki Gabilondo en un grupo músico-vocal amateur.